# Biohaker
Biohaker – określenie osoby wykonującej eksperymenty biologiczne, w tym związane z DNA i innymi aspektami genetyki, zwykle poza laboratoriami akademickimi, rządowymi lub laboratoriami firm – np. farmaceutycznych.